# Canal de la Izquierda del Ebro
Canal de la Izquierda del Ebro är en kanal i Spanien.   Den ligger i provinsen Província de Tarragona och regionen Katalonien, i den östra delen av landet, 400 km öster om huvudstaden Madrid.